# Courthiézy
Courthiézy est une commune française, située dans le département de la Marne en région Grand Est. Elle se trouve dans la vallée de la Marne, rivière qui délimite son territoire au nord.
Commune rurale, hors attraction des villes, Courthiézy est membre de la communauté de communes des Paysages de la Champagne, à qui elle a transféré un certain nombre de compétences (notamment en matière d'eau et de déchets).
Au dernier recensement de 2022, la commune comptait 344 habitants appelés Courthiéziens et Courthiéziennes. Son économie est particulièrement tournée vers la viticulture.
Son patrimoine architectural comprend notamment son église, dédiée à Saint-Omer. Son patrimoine naturel comprend quant à lui plusieurs zones naturelles d'intérêt écologique, faunistique et floristique, dont celle des pelouses calcaires et prairies de fauche de Courthiézy.

## Géographie

### Localisation
Courthiézy se trouve à l'ouest du département de la Marne, en région Grand Est, à la limite du département de l'Aisne et la région Hauts-de-France. 
La commune de Courthiézy s'étend sur une superficie de 589 hectares. Elle fait partie de la région agricole de la vallée de la Marne.
Par la route, Courthiézy se situe à 87 km de Châlons-en-Champagne (via l'A4),  préfecture de la Marne, à 29 km d'Épernay, sa sous-préfecture de rattachement, à 19 km de Château-Thierry, sous-préfecture de l'Aisne voisine, et à 5 km de Dormans, bureau centralisateur du canton de Dormans-Paysages de Champagne dont dépend Courthiézy depuis 2015. La commune fait en outre partie du bassin de vie de Dormans.

### Communes limitrophes
Les communes limitrophes sont  Dormans, Passy-sur-Marne, Reuilly-Sauvigny, Trélou-sur-Marne et Vallées en Champagne.
| Passy-sur-Marne  | Trélou-sur-Marne                                   |                                                              |
| Reuilly-Sauvigny | Courthiézy                                         | Dormans                                                      |
|                  | Vallées-en-Champagne (Cne déléguée de Saint-Agnan) | Vallées-en-Champagne (Cne déléguée de La Chapelle-Monthodon) |

### Géologie et relief
Sur son territoire, l'altitude varie de 62 à 243 mètres.

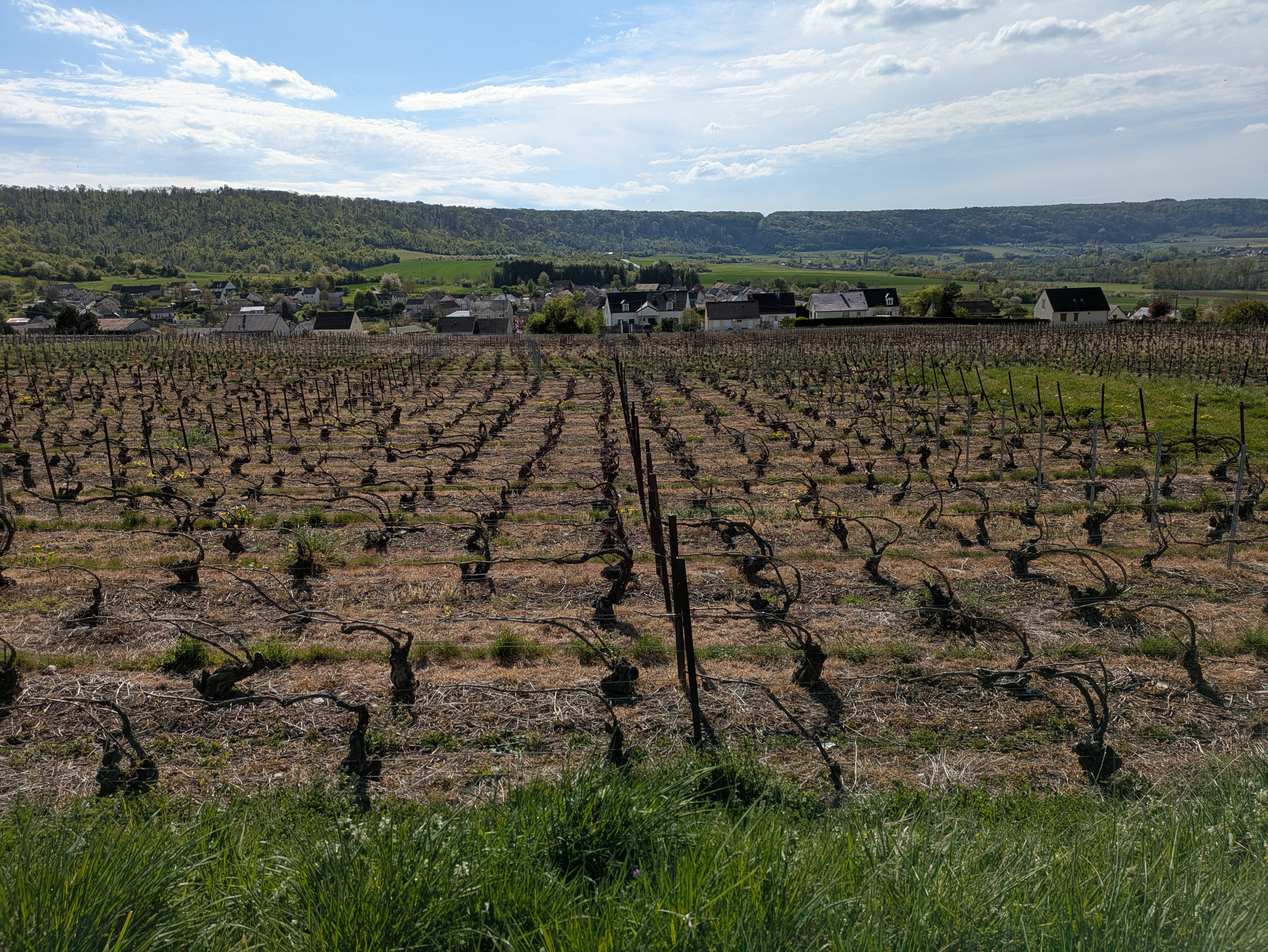
Le village de Courthiézy, dans son vallon dominé à l'est par les vignes.

Au nord, la Marne fait office de frontière avec le département de l'Aisne. C'est là que l'atitude est la moins élevée. À partir de la rivière, le relief augmente rapidement en direction du plateau de la Brie, au sud, où l'altitude dépasse 200 mètres.
Le village de Courthiézy se trouve aux pieds des coteaux de la vallée de la Marne, à l'entrée d'un vallon formé par le Ravin des Masurettes.

### Hydrographie

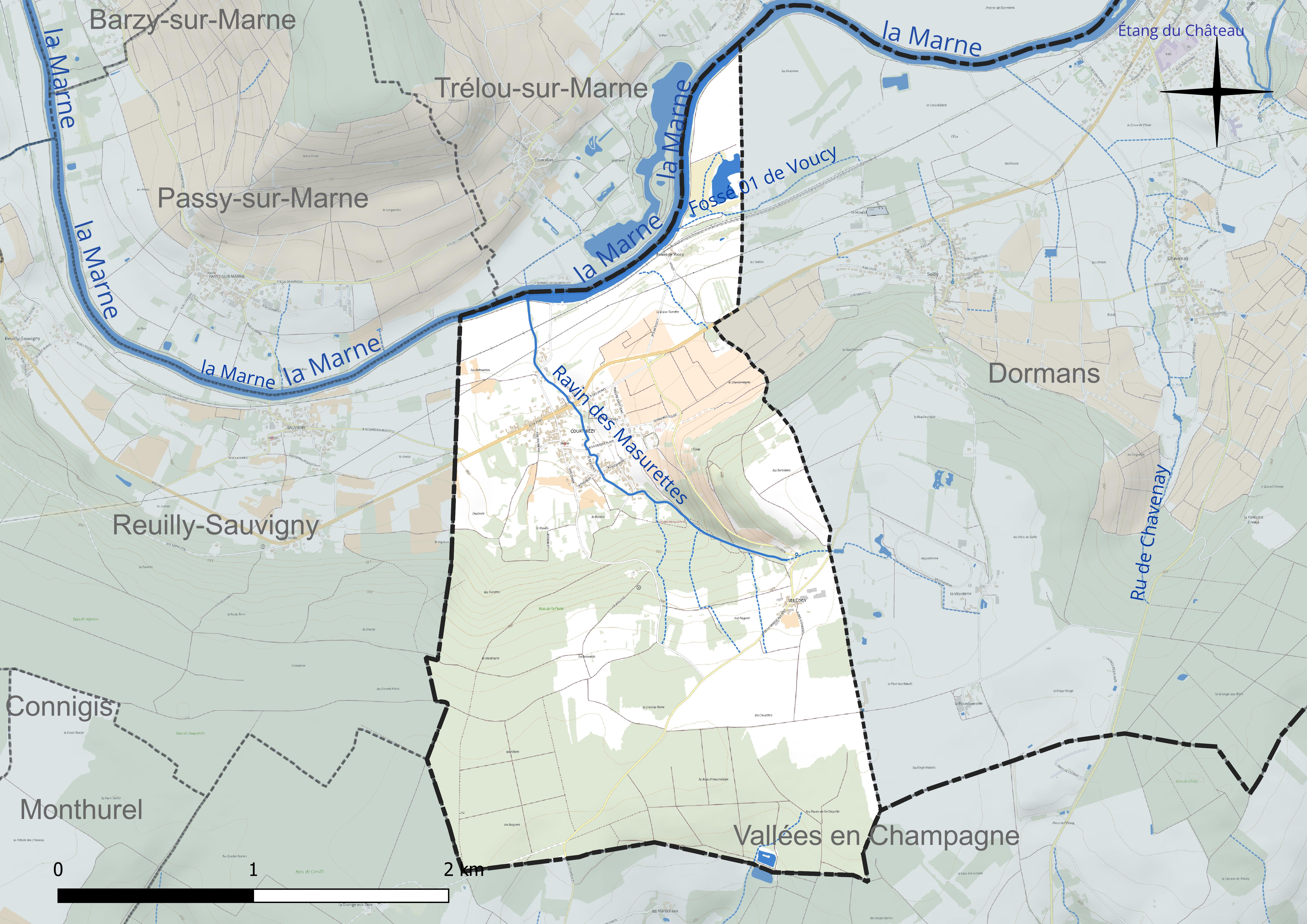
Réseau hydrographique de Courthiézy.

La commune est dans la région hydrographique « la Seine de sa source au confluent de l'Oise (exclu) » au sein du bassin Seine-Normandie. 
Elle est drainée par la Marne, le Fossé 01 de Voucy, le Fossé 07 de la Tuilerie et le ravin des Masurettes,.
La Marne prend sa source sur le plateau de Langres, dans la commune de Saints-Geosmes (Haute-Marne) et se jette dans la Seine entre Charenton-le-Pont et Alfortville (Val-de-Marne) dans le quartier de Conflans-l'Archevêque.

### Climat
Pour des articles plus généraux, voir Climat du Grand Est et Climat de la Marne.
En 2010, le climat de la commune est de type climat océanique dégradé des plaines du Centre et du Nord, selon une étude du Centre national de la recherche scientifique s'appuyant sur une série de données couvrant la période 1971-2000. En 2020, Météo-France publie une typologie des climats de la France métropolitaine dans laquelle la commune est exposée à un climat océanique altéré et est dans la région climatique  Nord-est du bassin Parisien, caractérisée par un ensoleillement médiocre, une pluviométrie moyenne régulièrement répartie au cours de l’année et un hiver froid (3 °C). 
Pour la période 1971-2000, la température annuelle moyenne est de 10,6 °C, avec une amplitude thermique annuelle de 15,5 °C. Le cumul annuel moyen de précipitations est de 767 mm, avec 11,8 jours de précipitations en janvier et 8,4 jours en juillet. Pour la période 1991-2020, la température moyenne annuelle observée sur la station météorologique de Météo-France la plus proche, « Blesmes », sur la commune de Blesmes à 11 km à vol d'oiseau, est de 10,6 °C et le cumul annuel moyen de précipitations est de 713,0 mm. 
La température maximale relevée sur cette station est de 40,3 °C, atteinte le 25 juillet 2019 ; la température minimale est de −15,3 °C, atteinte le 12 janvier 1987,,. 
Les paramètres climatiques de la commune ont été estimés pour le milieu du siècle (2041-2070) selon différents scénarios d'émission de gaz à effet de serre à partir des nouvelles projections climatiques de référence DRIAS-2020. Ils sont consultables sur un site dédié publié par Météo-France en novembre 2022.

### Milieux naturels et biodiversité
En 2025, l'Inventaire national du patrimoine naturel (INPN) recense 484 espèces sur le territoire de la commune, dont 64 espèces protégées et 30 espèces menacées. Courthiézy compte trois zones naturelles d'intérêt écologique, faunistique et floristique (ZNIEFF).
Sur une superficie de 68 hectares, la ZNIEFF des « pelouses calcaires et prairies de fauche de Courthiézy » comprend le site des pelouses calcaires des Saradans, à l'est de Courthiézy, et les prairies de fauche de la Croix de la Reine, au sud de la commune. Ces deux milieux sont rares dans la région de la Brie champenoise. On y trouve de nombreuses espèces d'orchidées, dont l'orchis brûlé. Au niveau de la faune, deux espèces protégées sont à noter : le lézard des souches et la vipère aspic.
Les ZNIEFF du « massif forestier des bois de Vigneux, Brulé et alentours » (type I) et des « massifs forestiers, vallées et coteaux de la Brie picarde » (type II) sont situés dans l'Aisne voisine et ne font que déborder très légèrement sur le territoire de la commune,.

## Urbanisme

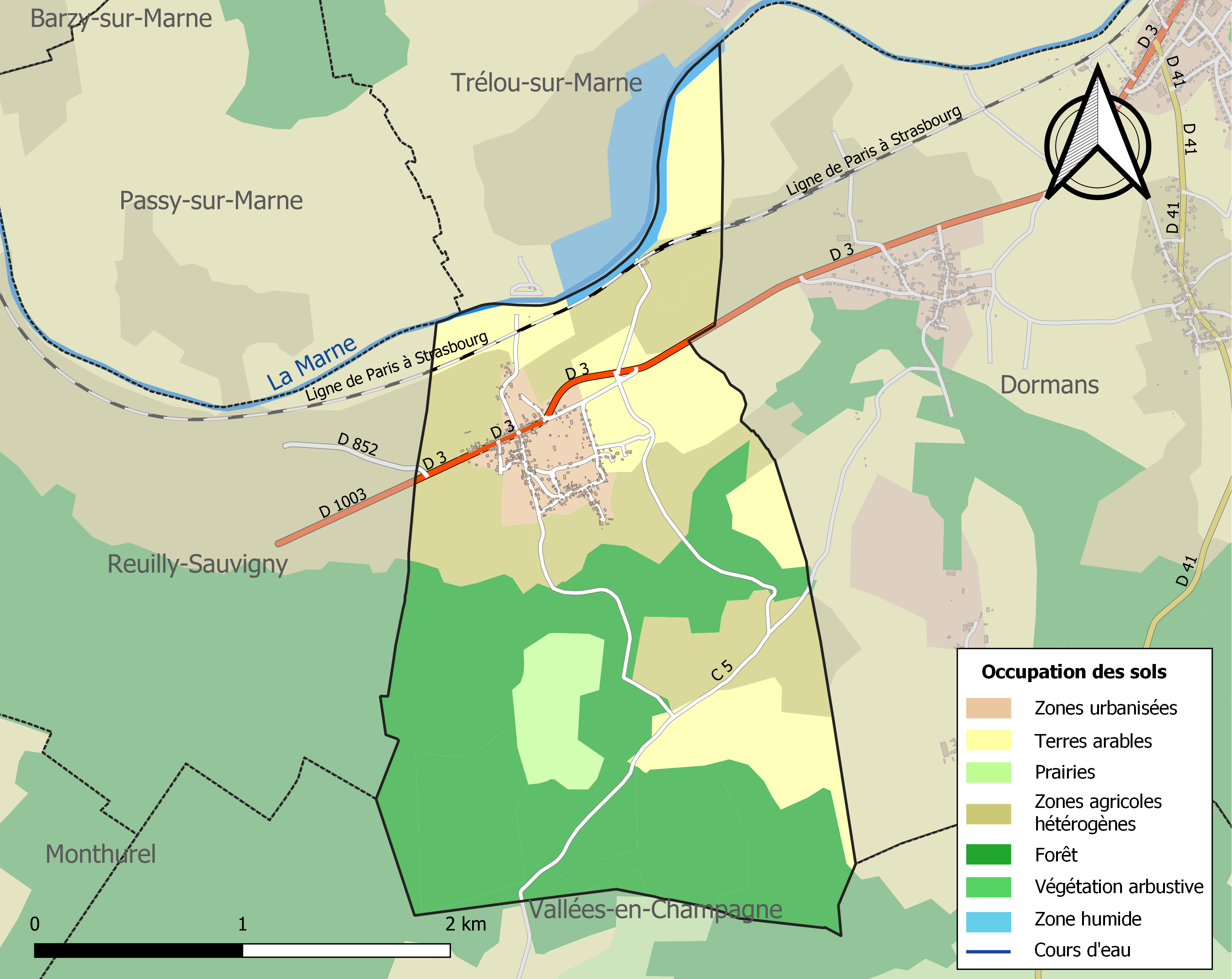
Carte des infrastructures et de l'occupation des sols de la commune en 2018 (CLC).

### Typologie
Au 1er janvier 2024, Courthiézy est catégorisée en tant que commune rurale à habitat dispersé, selon la nouvelle grille communale de densité à sept niveaux définie par l'Insee en 2022.
Elle est située hors unité urbaine et hors attraction des villes,.

### Occupation des sols
L'occupation des sols de la commune, telle qu'elle ressort de la base de données européenne d’occupation biophysique des sols Corine Land Cover (CLC), est marquée par l'importance des territoires agricoles (49,7 % en 2018), une proportion sensiblement équivalente à celle de 1990 (50,5 %). 
La répartition détaillée en 2018 est la suivante : forêts (43,8 %), zones agricoles hétérogènes (25,1 %), terres arables (14,3 %), cultures permanentes (6,1 %), zones urbanisées (5,1 %), prairies (4,2 %), eaux continentales (1,4 %).
L'évolution de l’occupation des sols de la commune et de ses infrastructures peut être observée sur les différentes représentations cartographiques du territoire : la carte de Cassini (XVIIIe siècle), la carte d'état-major (1820-1866) et les cartes ou photos aériennes de l'IGN pour la période actuelle (1950 à aujourd'hui).

### Lieux-dits, hameaux et écarts

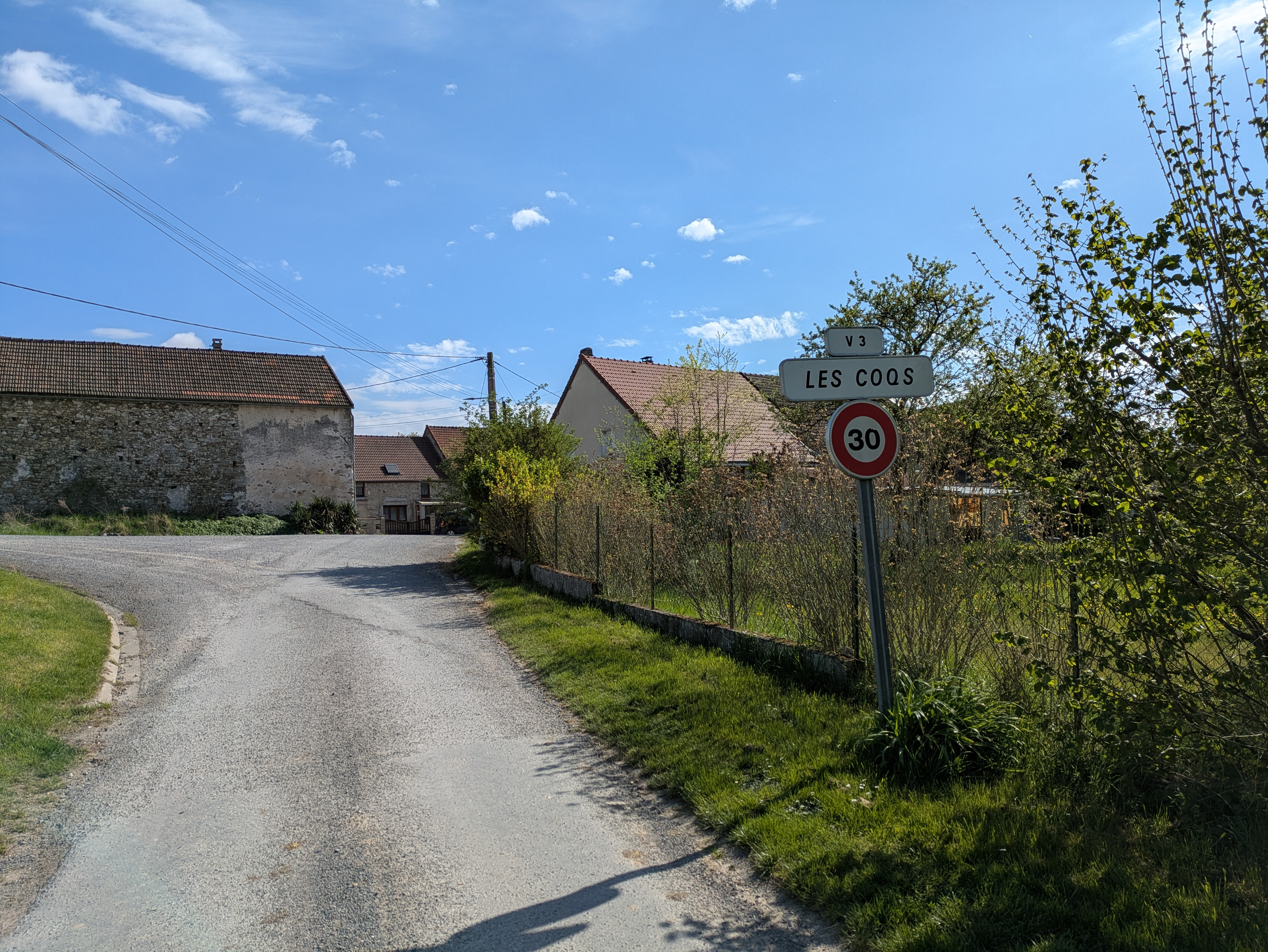
Le hameau les Coqs, au sud de Courthiézy.

Outre le village de Courthiézy, la commune comprend les écarts de Voucy, sur la Marne au nord-est, et les Coqs au sud-est sur le plateau.

### Planification
Les règles d'urbanisme sur le territoire de Courthiézy sont déterminées par le schéma de cohérence territoriale d'Épernay et sa Région (SCoTER) approuvé le 5 décembre 2018 et par le règlement national d'urbanisme prévu par le Code de l'urbanisme.

### Habitat et logement
En 2021, Courthiézy compte 194 logements. Ces logements sont à 99 % des maisons ; la commune ne comptant que deux appartements. En raison de la prévalence des maisons, les résidences principales de Courthiézy disposent en moyenne de 4,9 pièces.
Le tableau ci-dessous présente une comparaison de quelques indicateurs chiffrés du logement pour Courthiézy, la communauté de communes des Paysages de la Champagne (CCPC), le département de la Marne et la France entière :
|                                                            | Courthiézy | CCPC   | Marne   | France     |
| ---------------------------------------------------------- | ---------- | ------ | ------- | ---------- |
| Ensemble des logements                                     | 194        | 11 470 | 300 919 | 37 155 918 |
| Part des résidences principales (en %)                     | 77,8       | 80,9   | 87,5    | 82,2       |
| Part des résidences secondaires (en %)                     | 9,3        | 5,8    | 3,4     | 9,7        |
| Part des logements vacants (en %)                          | 12,9       | 13,4   | 9,1     | 8,1        |
| Part des propriétaires de leur résidence principale (en %) | 76,8       | 76,4   | 52,2    | 57,5       |

À Courthiézy, en 2021, 77,8 % des logements sont des résidences principales, 9,3 % des résidences secondaires et 12,9 % des logements vacants. Par ailleurs, 76,8 % des ménages sont propriétaires de leur résidence principale. Courthiézy se démarque par un nombre supérieur à la moyenne de ménages propriétaires de leur résidence principale.
Parmi les 151 résidences principales construites avant 2019, 29,2 % avaient été construites avant 1919, 9,3 % entre 1919 et 1945, 17,3 % entre 1946 et 1970, 23,2 % entre 1971 et 1990, 9,3 % entre 1991 et 2005 et 11,8 % entre 2006 et 2018.
Le tableau ci-dessous présente l'évolution du nombre de logements sur le territoire de la commune, par catégorie, depuis 1968 :
|                        | 1968 | 1975 | 1982 | 1990 | 1999 | 2010 | 2015 | 2021 |
| ---------------------- | ---- | ---- | ---- | ---- | ---- | ---- | ---- | ---- |
| Résidences principales | 87   | 84   | 103  | 116  | 128  | 143  | 154  | 151  |
| Résidences secondaires | 28   | 52   | 35   | 25   | 23   | 12   | 10   | 18   |
| Logements vacants      | 16   | 10   | 15   | 19   | 21   | 29   | 28   | 25   |
| Total                  | 131  | 146  | 153  | 160  | 172  | 184  | 192  | 194  |

### Voies de communication et transports
Le village de Courthiézy est traversé par la route départementale 3 (ancienne route nationale 3 de Paris à l'Allemagne), entre Reuilly-Sauvigny vers Château-Thierry à l'ouest et Dormans vers Épernay à l'est.
La ligne ferroviaire de Paris à Strasbourg passe au nord du village, en bordure de la Marne. La station de chemin de fer la plus proche est la gare de Dormans, reliée quotidiennement à la gare de Paris-Est.

### Risques naturels et technologiques
Le territoire de Courthiézy est vulnérable à différents risques naturels et technologiques. La commune est dans l'obligation d'élaborer et publier un document d'information communal sur les risques majeurs ainsi qu'un plan communal de sauvegarde.
La commune est concernée par les risques de mouvements de terrain, des glissements de terrain pouvant notamment se produire sur les coteaux au sud du village. Courthiézy est comprise dans le périmètre du plan de prévention des risques (PPR) « glissement de terrain de la Côte d'Ile-de-France - secteur de la vallée de la Marne tranche 3 » approuvé en 2014.
Courthiézy est également concernée par le risque d'inondation, y compris par remontée de nappe. La commune est incluse dans le périmètre du plan des surfaces submersibles du secteur d'Épernay de 1976 et dans le PPR « inondations par débordement de la Marne sur le secteur d'Épernay » de 2017.
La commune est affectée par le phénomène de retrait-gonflement des argiles (risque fort). Le risque sismique est très faible sur son territoire. De même, le potentiel radon de la commune est faible.
Courthiézy a fait l'objet de plusieurs arrêtés reconnaissant l'état de catastrophe naturelle pour des inondations et/ou coulées de boue (en 1983, 1987, 1999, 2018 et 2021) ainsi que pour une sécheresse en 2020.
La commune ne compte pas d'installations industrielles présentant un risque particulier. Elle est toutefois concernée par le transport de matières dangereuses en raison de la présence sur le territoire communal de la ligne ferroviaire de Paris à Strasbourg et de la route départementale 3.

## Toponymie
Le nom de la localité est attesté sous les formes Courtisy (1400) ; Courthiesy (1512) ; Courthiéry (1720).

## Histoire

### Moyen Âge
Le village est mentionné au XIIe siècle comme donné au prieuré du Breuil, la cure avait comme présentateur le chapitre de la cathédrale Saint-Gervais-et-Saint-Protais de Soissons et comme décimateur l'Hôtel-Dieu de la même ville. Le présidial était à Château-Thierry pour la coutume de Vitry.

## Politique et administration

### Rattachements administratifs et électoraux

#### Rattachements administratifs
La commune se trouve dans l'arrondissement d'Épernay au sein du département de la Marne et de la région Grand Est.  
Elle faisait partie depuis 1793 du canton de Dormans. Dans le cadre du redécoupage cantonal de 2014 en France, cette circonscription administrative territoriale a disparu, et le canton n'est plus qu'une circonscription électorale.

#### Rattachements électoraux
Pour les élections départementales, la commune fait partie depuis 2014 du canton de Dormans-Paysages de Champagne.
Pour l'élection des députés, elle fait partie de la troisième circonscription de la Marne.

### Intercommunalité
Courthiézy était membre de la communauté de communes des Coteaux de la Marne, un établissement public de coopération intercommunale (EPCI) à fiscalité propre créé en 1997et auquel la commune avait transféré un certain nombre de ses compétences, dans les conditions déterminées par le Code général des collectivités territoriales.
Dans le cadre des dispositions de la loi portant nouvelle organisation territoriale de la République du 7 août 2015, qui prévoit que les établissements publics de coopération intercommunale (EPCI) à fiscalité propre doivent avoir un minimum de 15 000 habitants, cette intercommunalité a fusionné avec ses voisines pour former, le 1er janvier 2017, la communauté de communes des Paysages de la Champagne, dont est désormais membre la commune.
Courthiézy est par ailleurs membre d'un EPCI sans fiscalité propre, le syndicat mixte scolaire de Dormans.

### Liste des maires

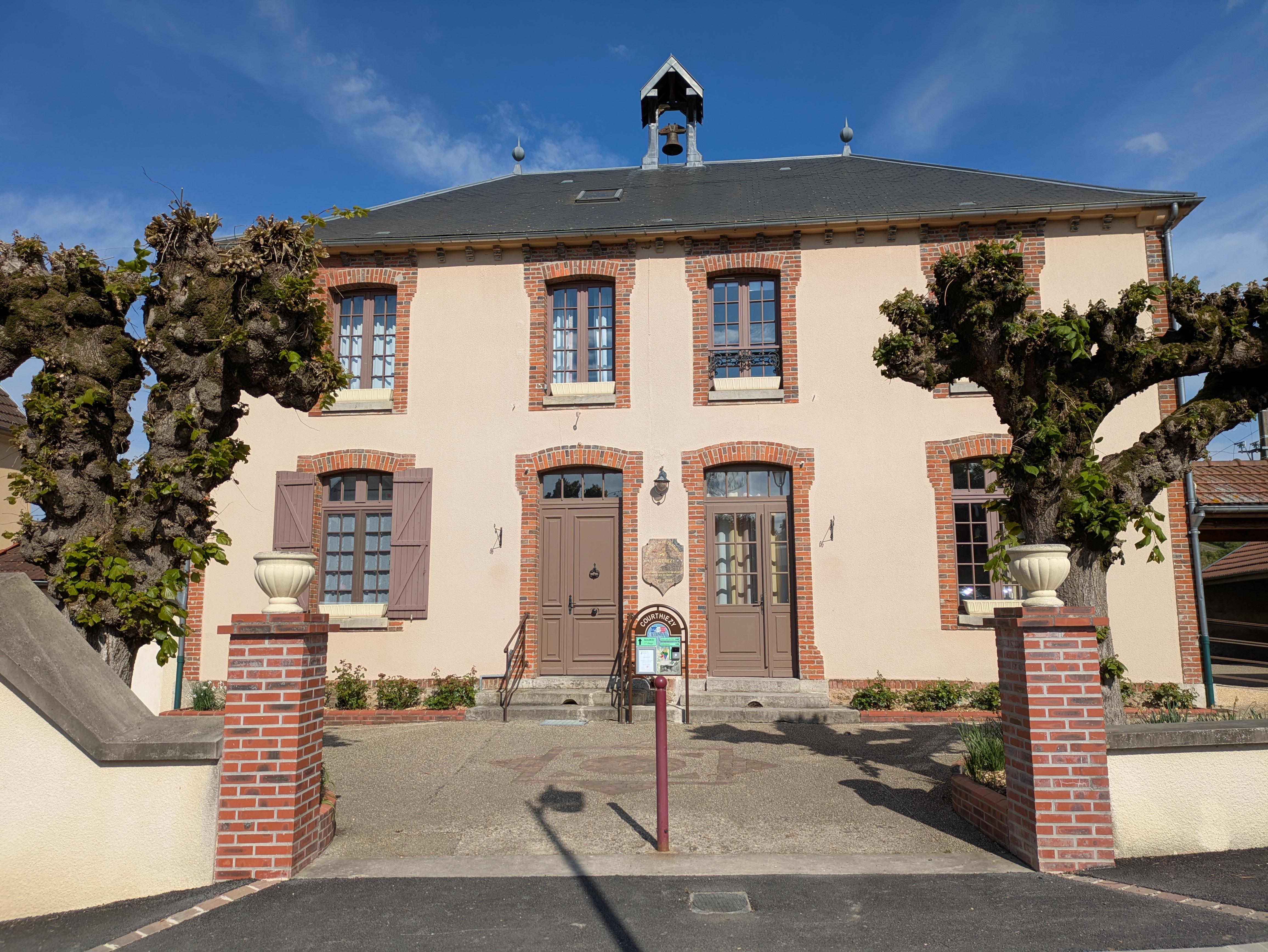
La mairie de Courthiézy.

| Période                                  | Période                       | Identité          | Étiquette | Qualité |
| ---------------------------------------- | ----------------------------- | ----------------- | --------- | ------- |
| Les données manquantes sont à compléter. |                               |                   |           |         |
|                                          |                               |                   |           |         |
| 1997                                     | mai 2020                      | Bertrand Apeloig, | PCF       |         |
| mai 2020                                 | En cours (au 31 octobre 2024) | Sylvain Bizzocchi |           | Artisan |

### Jumelages
Au 1er janvier 2023, Courthiézy n'est jumelée avec aucune ville.

## Équipements et services publics

### Eau et déchets
L'approvisionnement en eau potable et l'assainissement des eaux usées sont des compétences de la communauté de communes des Paysages de la Champagne. La commune de Courthiézy est alimentée en eau potable par la station de pompage de Try à Dormans. La production et la distribution d'eau potable font l'objet d'une délégation de service public confiée à Suez jusqu'en 2029. L'assainissement y est non collectif et assuré en régie par la communauté de communes.
La communauté de communes est également compétente en matière de déchets. La collecte des ordures ménagères résiduelles et des déchets recyclables est réalisée en porte à porte. La communauté de commune adhérant au syndicat de valorisation des ordures ménagères de la Marne (SYVALOM), ces déchets sont amenés au centre de transfert départemental de Pierry puis valorisés sur le site de La Veuve. La collecte du verre et des textiles se fait en apport volontaire. La communauté de communes met par ailleurs six déchèteries à disposition de ses habitants, accessibles après création d'une carte d'accès : à Châtillon-sur-Marne, Damery-Venteuil, Fèrebrianges, Mareuil-le-Port, Montmort-Lucy et Trélou-sur-Marne.

### Enseignement
Courthiézy fait partie de l'académie de Reims.
Les enfants de Courthiézy sont accueillis au sein des écoles de Dormans : l'école maternelle des Érables de 92 élèves et l'école élémentaire du Gault de 164 élèves. 
Les jeunes Courthiéziens sont ensuite rattachés au collège Claude-Nicolas Ledoux de Dormans et au lycée Stéphane-Hessel d'Épernay.

### Postes et télécommunications
Une boîte aux lettres de La Poste se trouve sur le territoire de la commune, rue de Condé. Les bureaux de poste les plus proches sont situés à Dormans et Trélou-sur-Marne (Aisne).

### Justice, sécurité et secours
Du point de vue judiciaire, Courthiézy relève du conseil de prud'hommes d'Épernay, du tribunal de commerce de Reims, du tribunal judiciaire, du tribunal paritaire des baux ruraux et du tribunal pour enfants de Châlons-en-Champagne, dans le ressort de la cour d'appel de Reims. Pour le contentieux administratif, la commune dépend du tribunal administratif de Châlons-en-Champagne et de la cour administrative d'appel de Nancy.
Courthiézy est située en secteur Gendarmerie nationale et dépend de la brigade de Dormans.
En matière d'incendie et de secours, le centre d'incendie et de secours le plus proche est celui de Dormans, dépendant du Service départemental d'incendie et de secours (SDIS) de la Marne.

## Population et société

### Démographie
L'évolution du nombre d'habitants est connue à travers les recensements de la population effectués dans la commune depuis 1793. Pour les communes de moins de 10 000 habitants, une enquête de recensement portant sur toute la population est réalisée tous les cinq ans, les populations de référence des années intermédiaires étant quant à elles estimées par interpolation ou extrapolation. Pour la commune, le premier recensement exhaustif entrant dans le cadre du nouveau dispositif a été réalisé en 2004.

En 2022, la commune comptait 344 habitants, en évolution de −6,27 % par rapport à 2016 (Marne : −1,19 %, France hors Mayotte : +2,11 %).
| 1793 | 1800 | 1806 | 1821 | 1831 | 1836 | 1841 | 1846 | 1851 |
| ---- | ---- | ---- | ---- | ---- | ---- | ---- | ---- | ---- |
| 303  | 377  | 405  | 453  | 480  | 486  | 460  | 472  | 441  |

| 1856 | 1861 | 1866 | 1872 | 1876 | 1881 | 1886 | 1891 | 1896 |
| ---- | ---- | ---- | ---- | ---- | ---- | ---- | ---- | ---- |
| 410  | 458  | 430  | 402  | 369  | 366  | 383  | 361  | 346  |

| 1901 | 1906 | 1911 | 1921 | 1926 | 1931 | 1936 | 1946 | 1954 |
| ---- | ---- | ---- | ---- | ---- | ---- | ---- | ---- | ---- |
| 339  | 326  | 306  | 281  | 237  | 227  | 225  | 239  | 234  |

| 1962 | 1968 | 1975 | 1982 | 1990 | 1999 | 2004 | 2006 | 2009 |
| ---- | ---- | ---- | ---- | ---- | ---- | ---- | ---- | ---- |
| 209  | 217  | 218  | 260  | 300  | 311  | 339  | 346  | 330  |

| 2014 | 2019 | 2022 | - | - | - | - | - | - |
| ---- | ---- | ---- | - | - | - | - | - | - |
| 362  | 347  | 344  | - | - | - | - | - | - |

### Cultes
Les fidèles catholiques de Courthiézy font partie de la paroisse Saint-Hildegrin - Vallée de la Marne au sein du diocèse de Châlons-en-Champagne.

### Médias
La presse écrite régionale comprend le quotidien L'Union et l'hebdomadaire L'Hebdo du vendredi.
Parmi les stations de radio locales, il est possible de citer Ici Champagne-Ardenne et Champagne FM.

## Économie

### Revenus de la population et fiscalité
En 2021, la commune compte 147 ménages fiscaux, regroupant 343 personnes.
Le revenu disponible par unité de consommation est alors de 24 590 €, supérieur à celui de la communauté de communes des Paysages de la Champagne (24 050 €), du département de la Marne (22 830 €) et de la France métropolitaine (23 080 €).
Pour des raisons de secret statistique, le taux de pauvreté à Courthiézy n'est pas communiqué par l'Insee.

### Emploi
Courthiézy appartient à la zone d'emploi d'Épernay.
En 2021, le taux d'activité des 15-64 ans est de 80,4 %, supérieur à celui de la communauté de communes (79,7 %), du département (74 %) et de la France métropolitaine (74,9 %). Pour cette même catégorie de population, le taux de chômage est de 8,2 % contre 8 % pour la communauté de communes, 12,1 % pour la Marne et 11,7 % pour la France métropolitaine.
En 2021, Courthiézy compte 39 emplois, dont 59,5 % de salariés et 40,5 % de non-salariés. Avec 146 actifs y résidant, la commune a alors un indicateur de concentration d'emploi de 26,6. Dans les faits, 10,9 % des actifs résidant à Courthiézy y travaillent tandis que 89,1 % travaillent dans une autre commune.

### Entreprises, commerces et agriculture
En 2022, la commune compte 22 établissements économiquement actifs (hors agriculture).
En 2020, Courthiézy compte 20 exploitations agricoles, pour une surface agricole utilisée de 337 hectares et 16 emplois à temps plein. Selon l'Agreste, la production agricole de la commune est spécialisée dans la viticulture. Courthiézy fait en effet partie des appellations d'origine contrôlée « champagne » et « coteaux-champenois ».

## Culture locale et patrimoine

### Lieux et monuments

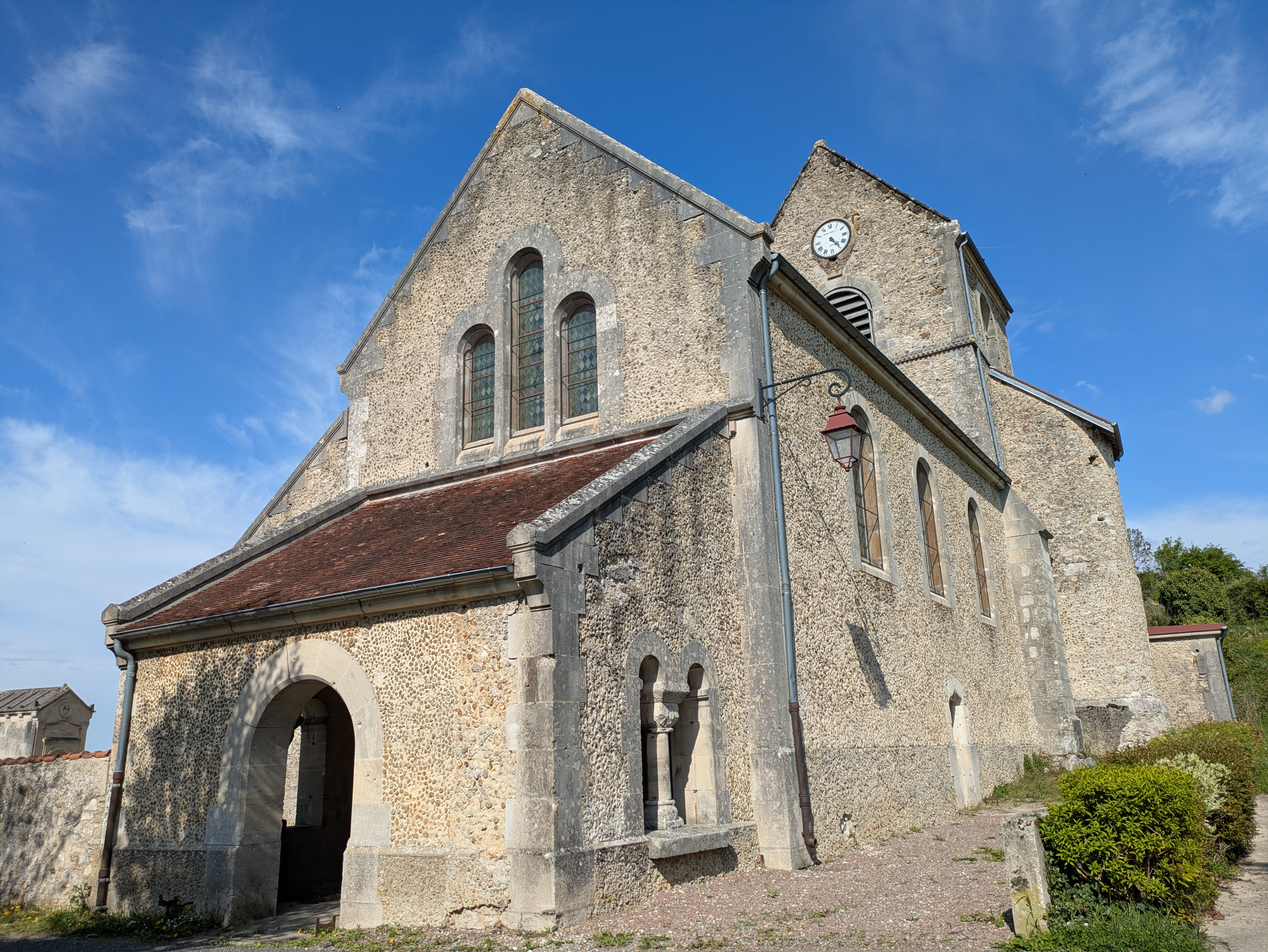
La façade de l'église Saint-Omer de Courthiézy.

La vieille église du village, placée sous le vocable de Saint-Omer, est perchée en haut d'une colline et offre un panorama de la vallée de la Marne. 
À l'intérieur, son autel et son tabernacle en bois du XVIIIe siècle sont inscrits monuments historiques au titre objet. Elle abrite également de nombreuses statues inscrites : deux statues en pierre du XVIe siècle (saint Blaise et la Vierge à l'Enfant), une statue en bois du XVIe siècle (un Christ en croix), cinq statues en bois du XVIIe siècle (représentant saint Omer, la Vierge de douleur, saint Jean l'évangéliste, saint Sébastien et saint Jean-Baptiste) et une statue en bois du XVIIIe siècle de saint Nicolas.
Peu de vieilles maisons subsistent dans ce village pourtant ancien. La partie la plus ancienne était située près de l'église mais fut vraisemblablement abandonnée, puis détruite et enterrée à la suite des épidémies de peste. Les chemins pédestres et les points de vue sur les vignes et les denses forêts alentour sont nombreux. De nombreuses traces de la Première Guerre mondiale sont présentes dans les bois qui entourent le village.[réf. nécessaire]